# زره کامپوزیت

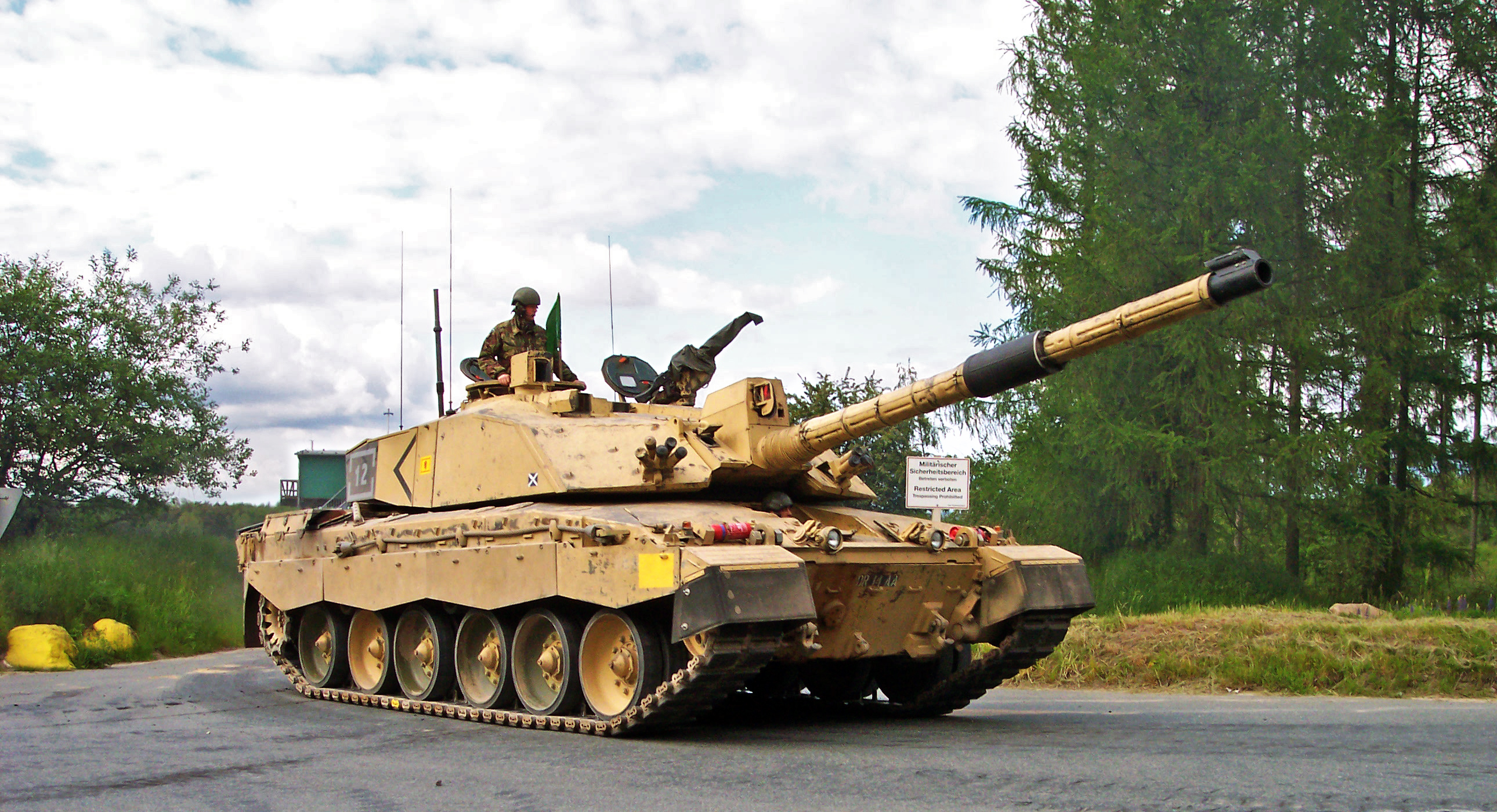
تانک بریتانیایی چلنجر ۲ از زره چوبام از معروفترین زره‌های کامپوزیت استفاده می‌کند.

زره کامپوزیت نوعی زره خودرو است که شامل لایه‌هایی از مواد متفاوت مثل فلز، پلاستیک، سرامیک و هوا می‌شود. بیشتر زره‌های کامپوزیتی سبکتر از همتایان تمام‌فلزی خود با مقاومت یکسان هستند اما فضای بیشتری را اشغال می‌کنند. طراحی زره‌های کامپوزیت قویتر، سبکتر و کم‌حجم‌تر از زره‌های سنتی هم امکان پذیر است اما در این صورت هزینه‌ها به طرز غیرقابل قبولی بالا خواهد رفت و به همین جهت این نوع زره‌ها فقط در بخش‌های بسیار آسیب‌پذیر خودروهای زره‌پوش استفاده می‌شود. انگیزه اصلی برای ساخت زره‌های کامپوزیت مقاومت در برابر مهمات ضدتانک شدیدالانفجار بوده‌است.

## تاریخچه
اولین نمونهٔ شناخته شده زره کامپوزیت توسط نیروی زمینی ایالات متحده آمریکا برای خودروهای آزمایشی تی-۹۵ ساخته شد. در این زره یک صفحه شیشه سیلیسی بین صفحات فولادی قرار می‌گرفت. البته تی-۹۵ هیچگاه به مرحله تولید و استفاده رسمی نرسید.
نخستین کاربرد عملی زره کامپوزیتی در شوروی رقم خورد. تانک تی-۶۴ از زرهی با نام ترکیب کا استفاده می‌کرد که در آن لایه‌های فایبرگلاس بین صفحه‌های فولادی قرار گرفته بود و از مکانیسم‌هایی استفاده شده بود تا زره در مقابل فشار حالت خمیده پیدا کند. در مدل‌های بعدی تی-۶۴ و تانک‌های جدیدتر روسی از عصاره کاربید بور نیز برای افزایش مقاومت بهره گرفته شد.
زره چوبام از معروفترین و رایجترین زره‌های کامپوزیت غربی است که در دهه ۱۹۷۰ در بریتانیا اختراع شد. در این زره لایه‌ای از سرامیک بین دو لایه زره فولادی ساندویچ شده بود که این شیوه موجب افزایش قابل توجهی در مقاومت زره در مقابل مهمات ضدتانک شدیدالانفجار حتی در مقایسه با زره‌های کامپوزیتی دیگر شد. زره چوبام به قدری کارآمد بود که آمریکایی‌ها به سرعت آن را در تانک ام۱ آبرامز خود به کار گرفتند.